# Villemomble
Villemomble és un municipi francès, situat al departament de Sena Saint-Denis i a la regió de l'Illa de França. L'any 1999 tenia 27.230 habitants.
Forma part del cantó de Villemomble i del districte de Le Raincy. I des del 2016, de la divisió Grand Paris - Grand Est de la Metròpoli del Gran París.

## Fills il·lustres
- Jean Rivier (1896-1987), compositor i violoncel·lista
- Sylvain Kassap, (1956-), saxofonista.